# Дашиновац
Дашиновац (алб. Dashinoc) је насељено место у општини Дечани, на Косову и Метохији. Према попису становништва из 2011. у насељу је живело 299 становника.

## Становништво
Према попису из 2011. године, Дашиновац има следећи етнички састав становништва:
| Националност | 2011.         |
| Албанци      | 299 (100,00%) |
| Укупно       | 299           |

| Демографија | Демографија | Демографија |
| Година      | Становника  | Становника  |
| ----------- | ----------- | ----------- |
| 1948.       | 389         |             |
| 1953.       | 382         |             |
| 1961.       | 400         |             |
| 1971.       | 405         |             |
| 1981.       | 405         |             |
| 1991.       | 370         |             |
| 2011.       | 299         |             |